# Вінцентув (гміна Ласьк)
Вінцентув (пол. Wincentów) — село в Польщі, у гміні Ласьк Ласького повіту Лодзинського воєводства.
У 1975-1998 роках село належало до Серадзького воєводства.